# Proscina birsteini
Proscina birsteini är en kräftdjursart. Proscina birsteini ingår i släktet Proscina och familjen Proscinidae. Inga underarter finns listade i Catalogue of Life.